# Julia (fille de Jules César)
Pour les articles homonymes, voir Julia.
Julia Caesaris (latin : IVLIA•CAESARIS) (v. 83 av. J.-C. - 54 av. J.-C.) est la fille adoptive de Jules César et de Cornelia Cinna et petite fille de Lucius Cornelius Cinna.

## Biographie
Julia est née en 76 av. J.-C.. Après la mort de sa mère en couches en 68, elle est élevée par sa grand-mère paternelle Aurelia Cotta. Son père la fiance à Quintus Servilius Caepio, qui pourrait être Marcus Junius Brutus (l'assassin le plus connu de César) qui après avoir été adopté par son oncle Quintus Servilius Caepio, prit le nom de Quintus Servilius Caepio Brutus pour une durée inconnue. César rompt les fiançailles et la marie en 59 av. J.-C. à Pompée avec qui il cherche une forte alliance politique pour asseoir le premier triumvirat. L'alliance familiale de ces deux chefs est considérée comme le lien le plus étroit entre César et Pompée et est donc vue avec crainte par les Optimates et surtout par Cicéron et Caton,,,,,,.
On suppose que Pompée était amoureux de son épouse. Les charmes de Julia étaient remarquables, elle était une femme d'une grande beauté et vertu. Bien que la politique eût inspiré leur mariage et que Julia fût de 23 ans plus jeune que son mari, elle trouva en Pompée un mari dévoué, auquel en retour, elle était très attachée. Une rumeur suggère que le conquérant vieillissant perdait de l'intérêt pour la politique au profit de la vie domestique avec sa jeune épouse. Pompée avait reçu le gouvernement de l'Hispanie ultérieure mais il était autorisé à rester à Rome pour superviser l'approvisionnement en grain comme curator annonae.
Julia meurt en couches et son enfant ne vécut que quelques heures. Elle disparaît avant que la rupture entre son père et son mari devienne inévitable,,,. Lors de l'élection des édiles de 55 av. J.-C., Pompée est encerclé par une foule nerveuse et sa toge est salie par du sang de manifestants. Un esclave rapporte la toge à la maison et est vu par Julia. S'imaginant que son mari a été tué, elle fait une fausse couche,. Sa santé en est affaiblie et en août de l'année suivante, elle meurt en couches. Son enfant, un garçon selon certains auteurs,,, une fille selon d'autres,, ne lui survit que quelques jours. César est en Bretagne, d'après Sénèque quand il reçoit la nouvelle de la mort de Julia.
Pompée souhaite que ses cendres reposent dans sa villa du Mont Albain mais le peuple romain qui aime Julia décide qu'elles soient placées au Champ de Mars. Pour cela un décret spécial du sénat est nécessaire et Lucius Domitius Ahenobarbus qui est alors consul, et hait César et Pompée, pousse au veto des tribuns. La volonté populaire prévaut et après avoir écouté l'oraison funèbre au forum, le peuple place l'urne au Champ de Mars. Dix ans plus tard, le bûcher pour la crémation de César est érigé près de la tombe de sa fille, mais la population intervient après l'oraison funèbre de Marc Antoine et fait incinérer le corps de César au Forum.
Après la mort de Julia, l'alliance de Pompée et César commence à faiblir ce qui entraîne la Guerre civile de César. César voua une cérémonie aux mânes de Julia et organisa en 46 av. J.-C. des jeux funéraires avec combats de gladiateurs,,. La date de la cérémonie fut choisie pour coïncider avec les ludi Veneris Genetricis du 26 septembre, les fêtes en l'honneur de Vénus Genetrix, l'ancêtre des Iulii. Enfin, selon Suétone, le jour où Auguste entra à Rome en tant que fils adoptif de César (en mai 44 av. J.-C.), le monument de Julia fut frappé par l'éclair.